# 珠街彝族乡
珠街彝族乡是中华人民共和国云南省保山市昌宁县下辖的一个民族乡。

## 行政区划
珠街彝族乡下辖以下村级行政区划单位：
珠街村、岔河村、庆美村、子堂村、金宝村、黑马村、比此村、谷满村、羊街村和从岗村。